# Eeuwig president van de Republiek

Kim Il-sung

De functie van eeuwig president van de Republiek (Hangul: 공화국의 영원한 주석, Hanja: 共和國의 永遠한 主席) is de officiële naam van een uniek ambt in de wereld, dat van eeuwig president van de Democratische Volksrepubliek Korea. De functie wordt vervuld door Kim Il-sung. De functie is geschapen na het overlijden van Kim in 1994. Zo staat in de grondwet te lezen:

Onder leiding van de Koreaanse Arbeiderspartij zullen de Democratische Volksrepubliek Korea en haar inwoners de Grote leider, kameraad Kim Il-sung, hooghouden en blijven respecteren als eeuwig president van de Republiek.
— Grondwet van de Democratische Volksrepubliek Korea, december 1972, gewijzigd 5 september 1998 - Wikisource

Hiermee is Noord-Korea uniek in de wereldgeschiedenis. Nog nooit was in een land een overleden staatshoofd officieel aan de macht. Vlak na het uitroepen van Kim tot eeuwig president heeft de toenmalige Turkmeense president Saparmurat Niazov dit voorbeeld gevolgd. Hij werd echter na zijn overlijden onmiddellijk uit zijn ambt ontheven en opgevolgd door Gurbanguly Berdimuhamedow.
Het gevolg van deze situatie is dat Noord-Korea op dit moment geen officiële wereldse leider heeft. De macht is nu verdeeld over drie verschillende personen:
1. het hoofd van de regering, premier Kim Tok-hun,
2. de voorzitter van het Presidium van de Opperste Volksvergadering (en, naast de Eeuwige President, het officiële staatshoofd), Choe Ryong-hae en
3. de Voorzitter van de Commissie voor Staatszaken van de Democratische Volksrepubliek Korea (Kim Jong-un).

De jure is de macht gelijk verdeeld over deze personen, maar de facto heeft Kim Jong-un, als kleinzoon van de Eeuwige President, alle macht in handen als alleenheerser.